# 何塞·安赫尔·巴尔德斯
何塞·安赫爾·巴爾德斯·迪亞茲（José Ángel Valdés Díaz；1989年9月5日—）是西班牙的一位足球運動員。在場上司職左後衛。現效力于西乙球隊希洪。他也曾代表西班牙U21參賽。

## 生平
荷西·安祖出生于阿斯图里亚斯的希洪，是家乡球队希杭的青训产物。2009年2月8日，他在客场 3-1 负于巴塞罗那队的比赛中首次代表希洪和於西甲联赛出场。
2014年7月安赫爾免費加盟波尔图，未來轉會費50%會交予罗马。
2016年7月5日被租借至比利亞雷阿爾一年。
2017年7月14日，以自由球員加盟埃瓦爾三年
。

## 榮譽
西班牙U20
- 地中海運動會：2009[4]

西班牙U21
- U21歐洲國家盃：2011

## 外部連結
- Soccerway資料庫：何塞·安赫尔·巴尔德斯